# Yakov and the Seven Thieves
Yakov and the Seven Thieves es un libro ilustrado de género infantil escrito por la artista estadounidense Madonna y publicado el 21 de junio de 2004 por Callaway Arts & Entertainment. Contiene una moraleja inspirada en una historia de 300 años del rabino judío Baal Shem Tov, que Madonna había oído de su maestro de Cábala. La historia está ambientada en una pequeña ciudad de Europa Oriental en el siglo XVIII, cuyo mensaje plantea que todos tienen la capacidad de abrir las puertas del cielo, por muy indigno que se considere uno. El pintor ruso Gennady Spirin se encargó de la cubierta y las ilustraciones, para lo cual tomó como inspiración la pintura barroca para crear los personajes y los paisajes.
Yakov and the Seven Thieves fue el tercero de la serie de libros infantiles de Madonna —tras The English Roses y Mr. Peabody's Apples de 2003— y salió a la venta en más de 110 países simultáneamente y se tradujo a 38 idiomas. Como parte de la promoción se presentó en ABC News y leyó el cuento a niños del Great Ormond Street Hospital, en Londres. En términos generales, la crítica le otorgó opiniones variadas: los periodistas desaprobaron la historia y el mensaje pero elogiaron las ilustraciones. Tres semanas después de su publicación, ingresó en el séptimo puesto de la categoría infantil en la lista de los más vendidos de The New York Times y en la edición siguiente ascendió una posición.

## Sinopsis
Un zapatero llamado Yakov y su esposa Olga temen que su hijo gravemente enfermo, Mikhail, se esté muriendo. Ambos se enteran de un sanador que vive en la última casa de su pueblo y Yakov acude a él en busca de orientación. El hombre rechaza el dinero de Yakov y en su lugar le aclara que si quiere salvar a su hijo, puede devolverle el favor creando un par de zapatos para su nieto Pavel.
Al día siguiente, Yakov visita al hombre pero se da cuenta de que cuando había rezado, las puertas del cielo no se abrieron. Angustiado, el zapatero le suplica que lo intente una vez más, y el sanador pide a su nieto que se dirija a la aldea y encuentre a todos los ladrones, rateros y criminales y los traiga de vuelta a la casa. Regresa con Vladimir el villano, que puede doblar metal y hacer agujeros a través de las piedras, Boris el enano descalzo, que roba los bolsos de las ancianas, Iván el pirómano, Petra la ratera, Stinky Pasha y varios buenos para nada.
Con la dirección del sanador, todos los ladrones se arrodillan y empiezan a rezar. Es entonces cuando se produce un milagro, y con la ayuda de las oraciones, las puertas del cielo se abren y el hijo de Yakov puede sanar. Al día siguiente, él acude con un nuevo par de zapatos para el nieto y declara que Mikhail estaba vivo y bien, gracias a las oraciones de los delincuentes que hicieron la diferencia.

## Antecedentes
| Es una historia sobre cómo todos nosotros tenemos la capacidad de abrir las puertas del cielo, sin importar cuán indignos creemos que somos. Porque cuando vamos en contra de nuestra naturaleza egoísta, hacemos milagros, en nuestras vidas y en las de los demás. —Madonna sobre Yakov and the Seven Thieves. |

En marzo de 2003, se anunció que Madonna y la editorial Callaway Arts & Entertainment habían firmado un acuerdo con Penguin Group para publicar una serie de cinco libros ilustrados de género infantil, con un ilustrador distinto para cada uno de ellos. Madonna explicó que cada libro «trata temas que todos los niños enfrentan. Por suerte hay una lección que [los] ayudará a convertir situaciones dolorosas o de miedo en experiencias de aprendizaje. Espero que [los libros] inspiren a niños de todas las edades, incluso a los adultos». Los dos primeros, The English Roses y Mr. Peabody's Apples, fueron publicados en septiembre y noviembre de 2003, respectivamente, y ambos ingresaron en el primer puesto de la categoría infantil en la lista de los más vendidos de The New York Times. En noviembre de ese año, Joe D'Angelo de MTV confirmó que Yakov and the Seven Thieves sería el tercer libro, que está ambientado en una pequeña ciudad de Europa Oriental en el siglo XVIII. Como sucedió con su predecesor, Madonna se inspiró nuevamente en una historia de 300 años del rabino judío Baal Shem Tov, que había oído de su maestro de Cábala, y quería compartir la «esencia» de la misma en su tercer lanzamiento. En el prefacio, escribió: «Nunca olvidemos que, oculta tras un montón de oscuridad, hay un montón de luz».

## Ilustraciones
El artista ruso Gennady Spirin, quien anteriormente había trabajado en otros 33 libros infantiles, se encargó de la cubierta y de las ilustraciones; Nicholas Callaway, fundador de la editorial, mencionó que fue elegido por su «estilo artístico tradicional [que] complementa perfectamente el escenario del viejo mundo de la historia». Esta fue la primera vez que Spirin trabajó en una historia y con una autora contemporáneas y al principio se sintió incómodo con el «alboroto de Hollywood» que rodeaba a la cantante. Aclaró que las ideas que se le dieron eran «claras» y que se «establecieron parámetros de estilo», lo que resultó que la representación de los personajes no tuviera mucha dificultad y la historia se completara de manera «increíblemente rápida». Dado que tiene lugar en la Europa del siglo XVIII, eligió como inspiración la pintura barroca para que fuese «más elegante, pero al mismo tiempo conserva[ra] el elemento dramático y las características psicológicas de cada uno de los personajes». Presenta los rasgos más pequeños de la vida de la ciudad europea del siglo XVIII, como clavos para zapatero, manijas de latón, bolígrafos y juguetes para niños. Sobre la importancia del mensaje, detalló:
Creo que los niños y los adultos deberían ver este libro como una manifestación sobre la importancia de la compasión. También plantea el concepto de que a menudo las oraciones de algunas de las personas aparentemente más «malas» son más queridas por Dios que las oraciones de las personas aparentemente «buenas». ¿Los ladrones? Las oraciones demuestran una verdadera transparencia ante Dios y provienen de sentimientos de indignidad.

## Publicación y promoción

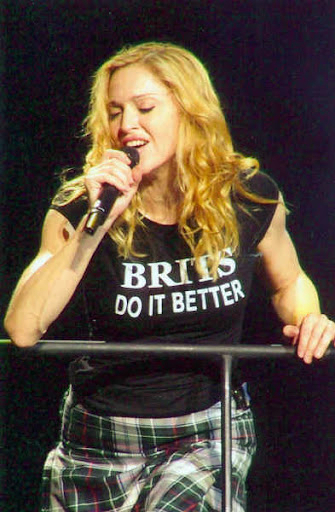
Mientras estaba de gira con el Re-Invention World Tour (imagen), Madonna acudió con su hija al Great Ormond Street Hospital de Londres para una sesión de lectura del libro

En un principio se anunció que Yakov and the Seven Thieves iba a ser publicado en abril de 2004, pero luego Callaway confirmó la fecha para el 21 de junio de ese año en más de 110 países y que sería traducido a 38 idiomas, bajo la distribución de Penguin Group. Dirigido a niños de seis años en adelante, el libro de 32 páginas se lanzó en tapa dura con sobrecubierta y estuvo disponible en edición braille, como así también se confeccionaron camisetas exclusivas con la portada, tanto en tallas para jóvenes como para adultos. Si bien Callaway es la editorial original, se distribuyó en otras 42 agencias, incluidas Gallimard Jeunesse en Francia, Penguin Books en Reino Unido y Hanser Verlag en Alemania. Tan solo en Estados Unidos 50 000 tiendas minoristas vendieron los libros, tales como Barnes & Noble, B. Dalton, BJ's, Books-A-Million, Borders Group, Costco, Hastings, Musicland Group, Sam's Club, Scholastic, Target, Toys "R" Us, Virgin Megastores y Waldenbooks, entre muchas otras, mientras que las tiendas en línea incluyeron Amazon y Barnes & Noble.
En los países de habla española se tituló Yakov y los siete ladrones y se lanzó a través de las editoriales Destino y Planeta, con la traducción de Daniel Cortés. En diciembre Callaway puso a la venta una caja recopilatoria con los tres primeros libros de la serie. Como parte de la promoción, el 16 de junio Madonna concedió una entrevista al programa 20/20 de la ABC News donde, además de dedicar el libro a todos «los niños traviesos de todas partes», habló sobre el poder de la oración y agregó que «incluso la persona más traviesa del mundo, grande o pequeña, tiene la capacidad de hacer algo bueno en el mundo». Dos meses después, mientras se encontraba de gira con el Re-Invention World Tour, visitó el Great Ormond Street Hospital de Londres con su hija Lourdes, quien leyó un extracto del libro a un grupo de niños enfermos. Posteriormente, visitó las salas de varios pacientes y regaló copias.

## Recepción

### Comercial
El 11 de julio de 2004, tres semanas después de su publicación, Yakov and the Seven Thieves ingresó en el séptimo puesto de la categoría infantil en la lista de los más vendidos de The New York Times, la tercera entrada consecutiva de Madonna tras The English Roses y Mr. Peabody's Apples, y en la edición siguiente ascendió una posición; el periódico indio The Tribune comentó que la artista había logrado un «triplete» con el debut del libro en el conteo. A tres meses de su edición, vendió 27 000 copias solo en Estados Unidos según Nielsen BookScan, una cifra inferior comparada con The English Roses (321 000 unidades) y Mr. Peabody's Apples (127 000).

### Crítica
En términos generales, la crítica otorgó comentarios variados a Yakov and the Seven Thieves. Entre las reseñas positivas, Maria Sudekum Fisher del periódico The Des Moines Register elogió el arco de la «redención» en la historia. Con una calificación de cuatro puntos sobre cinco, la CBBC no encontró «puntos débiles» en el libro —a excepción de que le pareció corta— y resaltó la introducción de los ladrones y las ilustraciones como lo más destacado. Para Associated Press, Samantha Critchell le pareció el mejor de los tres libros publicados hasta ese entonces y comentó que las ilustraciones le agregan «autenticidad» a la historia. Sumado a ello, afirmó que estaba escrito adecuadamente para el público infantil y que transmitía el mensaje sobre la redención sin llegar a ser «demasiado moralizante». Un editor de The Economist opinó que si algún otro autor desconocido hubiera publicado el libro, no habría recibido mucha promoción. Observó que el mensaje era distinto, dado que era «más abiertamente religioso del que normalmente se encuentra en los libros ilustrados para niños», y calificó la moraleja de «catolicismo puramente medieval». Para concluir, expresó que «a pesar de toda la confusión ecuménica, el mensaje es sincero y la entrega simple. [Madonna] tiene un estilo de redacción vívido y directo, probablemente el producto de dos décadas de experiencia en la composición».

El crítico Tim Adams de The Observer consideró a Yakov and the Seven Thieves como un pastiche de la obra del escritor danés Hans Christian Andersen (imagen)

Publishers Weekly elogió el tono cómico de Madonna al describir a los siete ladrones y añadió que las ilustraciones de Spirin «llevan la verdadera magia con sutileza y perspicacia». Sin embargo, criticó el «enfoque dogmático» al contar una historia ingeniosa. Deirdre Donahue de USA Today también fue favorable con el trabajo de Spirin: escribió que era el mejor de los tres libros visualmente hablando y calificó las ilustraciones como «exquisitas y maravillosamente ornamentadas, las cuales transmiten un sentido de la Ucrania del siglo XVIII». Cuestionó el hecho de que su nombre —y el de los ilustradores de los otros cuatro libros— no apareciera en la portada, algo muy «tradicional» en los libros para niños, a lo que añadió que «dar créditos a otros no es parte del programa cuando uno tiene, al parecer, un ego más gordo que las cúpulas bulbosas que cubren el horizonte de Moscú». En lo que respecta a la historia en sí, escribió que era «deprimente e inapropiada», lo que la hacía «mediocre y verbosa». Criticó la torpeza de la redacción y la falta de humor y lo llamó el «peor» de los tres: «Niños moribundos, oraciones, criminales rezando para abrir las puertas del cielo. Es ciertamente Grimm. Yakov aburrirá o asustará a los niños». Tim Adams de The Observer lo consideró un pastiche del trabajo del escritor danés Hans Christian Andersen y agregó que la «trivialidad de la historia y la facilidad de lo moralizante está más que redimido por la excelencia de las ilustraciones».
La novelista Ayelet Waldman, en su reseña para la revista Tablet, señaló que la moraleja no era satisfactoria y que de alguna manera estaba mal concebida y construida. Nombró las pinturas como «espléndidas» y «complejas» y observó que algunas páginas parecían manuscritos miniados y otras tenían un estilo caricaturesco o propias del arte renacentista, pero advirtió que estas no eran judías y daban «una ciudad Tudor bellamente representada». Waldman creyó que se convertiría en algo «básico de la entrega de regalos de Janucá» y concluyó: «Es una historia confusa y simple, pero las ilustraciones son hermosas y el título suena como los de todos los otros libros aburridos de cuentos judíos». Para Jane Doonan del Times Educational Supplement, la obra de Spirin fue la «mejor razón» para comprar Yakov and the Seven Thieves debido a que «la lógica interna de la historia no merece revisión, y la sensiblería y lo moralizante son poco atractivos». Por último, Caroline Yap del New Straits Times sostuvo que el cuento es, por momentos, «un sermón intenso», aunque aseguró que era probable que los niños estuvieran más abiertos a las buenas lecciones contadas por una superestrella como Madonna. Alabó los detalles de las ilustraciones que evocan una sensación de nostalgia, y finalizó que el artista ofrece a la imaginación suficiente material para recrear la vieja Europa Oriental.